# Leukip
Leukip (5. stoljeće pr. Kr.) bio je začetnik atomizma, filozofskog mišljenja da je sve sastavljeno od raznih neuništivih, nedjeljivih (atomos-nedjeljiv) elemenata zvanih atomi.  

## Život
Bio je pod velikim uticajem Parmenidesa i Zenona. O njemu se toliko malo zna da je Epikur (kasniji sljedbenik Demokrita) čak poricao da je uopće postojao, i neki suvremenici su ponovo oživjeli ovu temu. Međutim, kod Aristotela nalazimo izvjestan broj aluzija na Leukipa i izgleda nevjerojatno da bi one postojale, da je on bio samo mit.
Leukip je rođen u Miletu (ili neki kažu u Eleji, jer se njegova filozofija može dovesti u vezu s elejskom filozofijom), bio je suvremenik Zenona, Empedokla, Anaksagore koji su pripadali jonskoj školi filozofije. Njegova slava je tako zasjenjena Demokritovom, koji je sistematizirao svoje poglede o atomima, da je Epikur sumnjao u njegovo postojanje, prema Diogenu Laertiju. Ali, Aristotel i neki drugi filozofi su mu pripisali teoriju atomizma.

## Spisi
Nisu sačuvana nikakva pisana djela koja bi se mogla pripisati Leukipu, jer su njegova razmišljanja sadržana u djelima njegovog poznatog učenika Demokrita. U principu, nemoguće je pronaći mišljenja o kojima se Leukip i Demokrit nisu slagali.

## Učenje
Njegovo učenje kod kasnijih pisaca tretirano je kao atomističko, pa se uz Demokrita u gotovo svim povijestima filozofije i danas smatra osnivačem antičkog atomizma. Nemoguće je razdvojiti mišljenja Leukipa i Epikura.
Atomi nemaju kvaliteta. Jedino imaju geometrijske oblike (iz ovoga što imamo ne znamo koji su to oblici). Leukip je priznao postojanje nečeg (praznine) što nije materijalno. Je li prazno ništa? Praznina jeste nešto ali na drugi način od atoma. 
Atomi se susreću u praznom prostoru i djeluju jedan na drugog pritiskom i udarcem, i tako tvore veće ili manje stvari. Atomi se spajaju po jednakoj zakonitosti pritiska i udarca jednaki s jednakim. Temeljni oblik svjetskog kretanja je rezultat spajanja više atoma – mehanizam.
Veza s elejskom školom. Povezanost, neuništiv, ne možete mu dodati ni oduzeti, nepromjenljiv. Uklapaju se jedni u druge. Kad se atomi spoje čine kvalitete, sami ih nemaju. Atomi djeluju na naša osjetila (i vidimo bijelo, plavo itd.).
Kao i drugi filozofi njegovog doba, i Leukip je pokušao pronaći način da pomiri Parmenidove argumente s očiglednom činjenicom kretanja i promjene.
Leukip je vjerovao da ima teoriju koja je u skladu s čulnom percepcijom i koja ne poriče ni postojanje ni propadanje ili kretanje i mnoštvo stvari. On je učinio ove ustupke činjenicama dobivenim opažanjem; s druge strane, on je napravio ustupak monistima u tome da ne može postojati kretanje bez praznine. Rezultat je teorija koju on objašnjava na sljedeći način: «Praznina je ne-biće, jer ono što jeste u strogom smislu te riječi je apsolutno puno (plenum). Ovo puno, međutim, nije jedno, naprotiv, ono je mnoštvo beskrajno po broju i nevidljivo zbog sičušnosti svog obima. Mnoštvo se kreće u praznom (jer prazno postoji): ono sjedinjujući se daje postojanje, a razdvajajući se izaziva propadanje».

## Poveznice
- Filozofija
- Demokrit
- Atom